# Drobeta-Turnu Severin
Drobeta-Turnu Severin (do roku 1972 jen Turnu Severin, německy Turm Severin, maďarsky Szörényvár) je město v Rumunsku, ležící na řece Dunaj, na západě země, na okraji Valašska. Má 104 000 obyvatel a je správním střediskem župy Mehedinți.

## Historie
Město existovalo již za římských dob, pod názvem Drobetae. Druhou část názvu, Turnu Severin, získalo podle věže, kterou zde postavili Byzantinci na oslavu vítězství nad Markomany. Ve 20. století došlo hlavně díky výstavbě hydroelektrárny k ohromnému rozvoji města; zatímco v roce 1900 mělo jen 18 000 obyvatel, v roce 2000 již 100 000.

## Významné stavby
Největší a nejznámější stavbou, kterou Drobeta-Turnu Severin proslula, je hydroelektrárna Železná vrata, která spoutala řeku Dunaj. Další známou památkou jsou také pozůstatky Trajánova mostu, který vedl přes Dunaj a byl se svými 1 135 metry nejdelším mostem v tehdejším známém světě. Postaven byl v roce 103 a zničen císařem Aureliem ve 3. století. Měl 20 oblouků, jejich zbytky se dochovaly až do 19. století, některé byly ale z důvodu lepší splavnosti řeky zničeny.